# 2016年楽天ジャパン・オープン・テニス選手権
2016年楽天ジャパン・オープン・テニス選手権は、2016年10月3日から10月9日にかけて東京都・江東区の有明テニスの森公園で開催された、男子プロテニスツアーのATP500シリーズトーナメント大会である。サーフェスはハードコート。

## シングルス

### シード選手
| 国             | 選手                   | ランキング1 | シード |
| -------------- | ---------------------- | ----------- | ------ |
| 日本           | 錦織圭                 | 5           | 1      |
| フランス       | ガエル・モンフィス     | 8           | 2      |
| チェコ         | トマーシュ・ベルディヒ | 9           | 3      |
| クロアチア     | マリン・チリッチ       | 11          | 4      |
| ベルギー       | ダビド・ゴファン       | 14          | 5      |
| オーストラリア | ニック・キリオス       | 15          | 6      |
| クロアチア     | イボ・カルロビッチ     | 20          | 7      |
| スペイン       | フェリシアーノ・ロペス | 27          | 8      |

- 2016年9月26日付のランキングに基づく

### ワイルドカード
以下の3名がワイルドカードで本戦に出場した。
- 西岡良仁
- ダニエル太郎
- 杉田祐一

### 予選勝者
以下の4名が予選を勝ち上がり本戦に出場した。
- ジェームズ・ダックワース
- ライアン・ハリソン
- 添田豪
- ラデク・ステパネク

その他以下の選手がラッキールーザーで本戦に繰り上がった。
- ドナルド・ヤング

### 出場辞退
- ボルナ・チョリッチ →  イジー・ベセリー
- スタン・ワウリンカ →  ステファン・ロベール
- ニコラス・アルマグロ →  ドナルド・ヤング

### 棄権
- フェリシアーノ・ロペス
- 錦織圭
- ラデク・ステパネク

## ダブルス

### シード選手
| 国               | 選手1                  | 国             | 選手2                        | ランキング1 | シード |
| ---------------- | ---------------------- | -------------- | ---------------------------- | ----------- | ------ |
| イギリス         | ジェイミー・マリー     | ブラジル       | ブルーノ・ソアレス           | 9           | 1      |
| 南アフリカ共和国 | レイベン・クラーセン   | アメリカ合衆国 | ラジーブ・ラム               | 30          | 2      |
| イギリス         | ドミニク・イングロット | オランダ       | ジャン＝ジュリアン・ロイヤー | 45          | 3      |
| フィンランド     | ヘンリ・コンティネン   | オーストラリア | ジョン・ピアーズ             | 51          | 4      |

- 2016年9月26日付のランキングに基づく

### ワイルドカード
以下の2組がワイルドカードで本戦に出場した。
- ダニエル太郎 /  内山靖崇
- サンティラン晶 /  綿貫陽介

### 予選勝者
以下の組が予選を勝ち上がり本戦に出場した。
- ニコラス・モンロー /  アルチョム・シタック

### 棄権
- ラデク・ステパネク
- フェリシアーノ・ロペス

## 優勝

### シングルス
ニック・キリオス def.  ダビド・ゴファン, 4–6, 6–3, 7–5
- キリオスは大会、ATPワールドツアー・500シリーズ初優勝。またキャリア通算3度目のツアーシングルスタイトル獲得となった。

### ダブルス
マルセル・グラノジェルス /  マルチン・マトコフスキ def.  レイベン・クラーセン /  ラジーブ・ラム, 6−2, 7−6(7−4)